# Spoorlijn 115 (België)
Spoorlijn 115 was een Belgische spoorlijn tussen Eigenbrakel en Rognon. Thans bestaat alleen nog het gedeelte tussen Klabbeek en Quenast.

## Geschiedenis
Het eerste gedeelte van de lijn tussen Tubeke en Quenast werd geopend op 1 juli 1872. Op 15 november 1879 volgde het gedeelte van Quenast tot Roosbeek. In 1884 werd het baanvak tussen Tubeke en Eigenbrakel geopend, 21 januari Klabbeek - Tubeke en 15 september Eigenbrakel - Klabbeek.
Reizigersverkeer tussen Eigenbrakel en Klabbeek werd opgeheven op 22 november 1959, gevolgd door het gedeelte Tubeke - Roosbeek in 1961. Tussen Klabbeek en Tubeke reed de laatste reizigerstrein op 3 juni 1984.
Het gedeelte van de lijn tussen Klabbeek en Tubeke werd geëlektrificeerd op 31 maart 1964. Thans is dit stuk nog in gebruik voor goederen. Het baanvak Quenast - Rognon werd opgebroken in 1964, het baanvak Eigenbrakel - Klabbeek in de jaren 1980.

## Huidige toestand
Het baanvak Klabbeek - Quenast wordt nog bijna dagelijks gebruikt voor afvoer van steenslag uit de groeve aldaar. Belgische slagen met als bestemming Schaarbeek of Antwerpen rijdt men van in Tubeke rechtstreeks het dieselgedeelte van de lijn op. Bij ritten afkomstig of richting Frankrijk door Fret SNCF moet de locomotief in Klabbeek omlopen om zo de lijn 96 te kunnen oprijden. Dit omdat er geen rechtstreekse aansluiting meer is richting het zuiden. Omlopen in het station van Tubeke is vrijwel onmogelijk door de beperkte lengte van het perron.
Op de bedding tussen Roosbeek en Rognon werd met oude tramrails een toeristische smalspoorlijn (600 mm) aangelegd (Rail Rebecq-Rognon, "Le Petit Train du Bonheur"), in bedrijf sinds de jaren 1980.

## Aansluitingen
In de volgende plaatsen is of was er een aansluiting op de volgende spoorlijnen:
Eigenbrakel
Spoorlijn 124 tussen Brussel-Zuid en Charleroi-Centraal
Klabbeek
Spoorlijn 106 tussen Lembeek en Écaussines
Tubeke
Spoorlijn 96 tussen Brussel-Zuid en Quévy
Rognon
Spoorlijn 123 tussen Geraardsbergen en 's-Gravenbrakel